# 国際連合安全保障理事会決議2580
国際連合安全保障理事会決議2580（こくさいれんごうあんぜんほしょうりじかいけつぎ2580、英: United Nations Security Council Resolution 2580）は、2021年6月8日に国際連合安全保障理事会で採択された決議である。
安保理は、国際連合事務総長の任命について検討した上で、国際連合総会に対してアントニオ・グテーレスの2期目への任命を勧告した。任期は2022年1月1日から2026年12月31日までの5年間である。
グテーレスの他に候補者はなく、各国はすぐに任命を承認した。